# André the Giant
André René Roussimoff (19. maj 1946 – 27. januar 1993), bedst kendt som André the Giant, var en fransk wrestler og skuespiller. Hans enorme størrelse (2,24m og 240kg) var et resultat af akromegali, og han blev derfor døbt "The Eighth Wonder of the World" (Verdens ottende vidunder). I World Wrestling Federation var han indehaver af WWF Championship i en kort periode. I 1993 blev han som den første indlemmet i WWE Hall of Fame. 

## Wrestling

### Tidligere karriere (1964-1972)
Som 18-årig flyttede Roussimoff til Paris for at lære at wrestle. Han fik ringnavnet Géant Ferré fra en mytisk fransk kæmpe. I 1966 mødte han en promotor fra Montreal, Canada, og Roussimoff begyndte at wrestle i Storbritannien, Tyskland, New Zealand og Afrika. I 1970 fik han sin debut i Japan under ringnavnet Monster Roussimoff, hvor han wrestlede for International Wrestling Enterprise og vandt organisations tagteam-titler. Efter turen til Japan flyttede han til Montreal, hvor han blev en kæmpe succes. Roussimoff var med til at få udsolgte arenaer i Montreal Forum. Efterhånden begyndte han dog at mangle modstandere, og billetsalget faldt, og Roussimoff forsøgte sig i American Wrestling Association (AWA) som en speciel attraktion, men kort efter kom der et tilbud fra Vince McMahon, Sr., stifteren af World Wide Wrestling Federation (WWWF). McMahon gav ham ringnavnet André the Giant og lavede intensive rejseplaner, der skulle få Roussimoff verden rundt og sørge for, at han aldrig løb tør for nye modstandere.

### World (Wide) Wrestling Federation (1973-1991)

#### Verdens ottende vidunder (1973-1987)
André the Giant fik sin debut i WWWF i marts 1973 som face-wrestler i Madison Square Garden. André blev nævnt i Guinness Book of World Records som den bedst betalte wrestler i verden, fordi han tjente ca. 2,5 mio. kroner om året i starten af 1970'erne. André blev én af de mest elskede face-wrestler i 1970'erne og 1980'erne, og han forblev ubesejret i WWWF (omdøbt til World Wrestling Federation (WWF) i 1979) i 15 år ifølge WWF-kommentator Gorilla Monsoon. 
André havde dog tabt kampe uden for WWF. I Mexico havde han tabt i 1984 til Canek, og i 1986 var han blevet besejret af Antonio Inoki i Japan. Samtidig havde han også kæmpet uafgjort med en række verdensmestre, heriblandt Harley Race og Nick Bockwinkel.
André var også indblandet i en fejde med Big John Studd over, hvem der var den bedst kæmpe inden for wrestling. De havde en masse kampe mod hinanden igennem 1980'erne. André vandt en kamp mellem de to ved den første udgave af WrestleMania i 1985. Året efter ved WrestleMania 2 vandt André en battle royal efter til sidst at have elimineret Bret Hart. 

#### VM-titelkampe mod Hulk Hogan (1987-1990)
André blev heel-wrestler i 1987, så han var i stand til at møde face-wrestleren Hulk Hogan i en VM-titelkamp ved WWF's WrestleMania III. I starten af 1987 fik Hogan et trofæ for at være WWF's regerende verdensmester i tre år. André kom ud for at ønske ham tillykke. Lidt efter blev André tilbudt et lidt mindre trofæ for at være ubesejret i WWF i 15 år (André havde dog i virkeligheden tabt flere kampe, men ingen havde besejret ham via pinfall eller fået ham til at give op i WWF). Hogan kom ud for at ønske ham tillykke, men André gik irriteret væk fra Hogans lykønskning. Senere blev Hogan konfronteret af Bobby "The Brain" Heenan, der annoncerede, at han var blevet manager for André the Giant, og han ville udfordre ham til en VM-titelkamp ved WrestleMania III. 
Ved WrestleMania III vandt Hogan kampen, efter at Hogan havde bodyslammet den 240 kg tunge franskmand foran 94.000 tilskuere. Deres fejde genopstod et halvt år senere, da André og Hogan blev udnævnt som kaptajner på hver deres hold ved WWF's Survivor Series. Andrés hold vandt, efter at André til sidst havde elimineret Bam Bam Bigelow. I mellemtiden havde "The Million Dollar Man" Ted DiBiase forgæves forsøgt at få Hogan til at sælge ham VM-titelbæltet, og han havde tabt en række VM-titelkampe mod ham. André the Giant vandt d. 5. februar 1988 WWF's VM-titel fra Hogan i en kamp, hvor dommeren talte Hogans skuldre mod gulvet, selvom Hogan tydeligvis havde løftet skuldrene fra gulvet. Det var første gang, at André the Giant vandt VM-titlen. Kort tid efter forsøgte han at sælge bæltet til DiBiase, men WWF erklærede VM-titlen for ledig. André og Hogan deltog i den efterfølgende VM-titelturnering ved WWF's WrestleMania IV, hvor de mødtes i 1. runde. De blev dog begge diskvalificeret i kampen og dermed elimineret fra turneringen. Hulk Hogan og den nye verdensmester "Macho Man" Randy Savage besejrede André the Giant og Ted DiBiase ved WWF's SummerSlam i sommeren 1988.

#### WrestleMania VI (1990)
Andrés næste fejde var mod Jake "The Snake" Roberts. Roberts havde altid en slange med til ringen, og André var dødbange for slanger. Roberts brugte konstant slangen til at skræmme André væk fra ringen og besejrede ham ved WWF's WrestleMania V. I sommeren 1989 indledte han en fejde med The Ultimate Warrior, der var indehaver af WWF Intercontinental Championship. The Ultimate Warrior vandt en række kampe let. Derefter fejdede han lidt med Big John Studd.
Med Bobby "The Brain" Heenan vandt André sammen med Haku WWF World Tag Team Championship fra tagteamet Demolition d. 13. december 1989. De tabte dog VM-bælterne tilbage til Demolition ved WWF's WrestleMania VI i april 1990. En rasende Bobby Heenan gav umiddelbart efter kampen en lussing til André, og til stor tilfredshed blandt tilskuere svarede André igen med at slå Heenan i gulvet. André gik ind i kampen som en heel-wrestler, men gik ud som face-wrestler.

#### Sidste tid i WWF (1990-1991)
André fortsatte med at lave forskellige optrædener i WWF i 1990 og 1991. Han kom bl.a. til Big Bossmans hjælp ved WWF's WrestleMania VII i hans kamp mod Mr. Perfect. Hans sidste store optræden i WWF var ved SummerSlam i august 1991, hvor han hjalp The Bushwhackers.

### World Championship Wrestling (1992)
André wrestlede lidt i Japan for All Japan Pro Wrestling, inden han lavede et kort interview i World Championship Wrestling under en episode af Clash of the Champions XX d. 2. september 1992. Det var Andrés sidste tv-optræden i USA.

### Hans død i 1993
André døde i en alder af 46 år i sin søvn af et hjerteanfald den 27. januar 1993 på et hotelværelse i Paris. Han var i Paris for at deltage i begravelsen af sin far. Andrés krop blev kremeret i overensstemmelse med hans vilje og hans aske spredt på hans ranch i Ellerbe, North Carolina. Alt dette skete på et døgn. 

## Filmografi
- I Like to Hurt People – 1970'erne
- Conan the Destroyer – 1984
- Micki & Maude – 1984
- Prinsessen og de skøre riddere – 1987 – Fezzik

Desuden medvirkede han i en række tv-serier, der inkluderer The Greatest American Hero, B. J. and the Bear, The Fall Guy og Zorro.